# One to One (Apple)
Le programme One to One était un service payant de formation privée dans les magasins Apple Store. En août 2015, Apple annonce l'arrêt du service pour le 28 septembre 2015.

## Histoire
Ce service faisait à l'origine partie de ProCare, mais le 2 mai 2007 il a été sectionné et est devenu un service distinct. Depuis le 28 septembre 2015, il n'est plus possible d'acheter ou de renouveler ce service, Apple ayant annoncé la fin du programme "One to One".

## Concept
Le programme permet au client d'assister à des sessions de formation personnalisée de 50 minutes pendant une année, pour un prix de 99€. Les sessions se déroulent assis et en tête-à-tête avec un formateur Apple. Il est également possible de participer en groupe restreint à des formations sur des sujets précis. Le nombre de sessions dans l'année de souscription n'est pas limité, la seule contrainte étant que l'utilisateur ne peut réserver qu'une session à la fois. Le programme one to one inclut également la possibilité de faire effectuer le transfert des données de son ancien ordinateur (Mac ou PC sous Windows) vers son nouvel ordinateur.